# Peloropeodes similis
Peloropeodes similis är en tvåvingeart som först beskrevs av Aldrich 1896.  Peloropeodes similis ingår i släktet Peloropeodes och familjen styltflugor. Inga underarter finns listade i Catalogue of Life.